# Rivellia occulta
Rivellia occulta är en tvåvingeart som beskrevs av Wulp 1898. Rivellia occulta ingår i släktet Rivellia och familjen bredmunsflugor. Inga underarter finns listade i Catalogue of Life.